# Institut océanographique Paul-Ricard
L’Institut océanographique Paul-Ricard, créé en 1966, est un Institut de recherche en biologie marine situé sur l’île des Embiez, dans le Var. 

## Création
L’Institut océanographique Paul-Ricard a été fondé par Paul Ricard, avec le navigateur Alain Bombard, à la suite de leur engagement commun contre l’une des premières pollutions industrielles en Méditerranée, le déversement de « boues rouges » en 1963, au large de Cassis. À l’origine sous l’appellation Observatoire de la Mer, aujourd’hui Institut océanographique Paul-Ricard, il abrite une équipe permanente d’une dizaine de chercheurs. Présidé par la petite-fille de son fondateur, Patricia Ricard, c’est une association loi 1901.

## Mission
Sa mission, sous la devise « Connaître, faire connaître et protéger la mer », est double :
- développer des recherches scientifiques concrètes et innovantes ;
- diffuser l’information scientifique et la rendre accessible au plus grand nombre[3].

### Un centre de recherche
Le Centre de recherche est implanté sur l’île des Embiez (Var), à proximité de la lagune du Brusc (commune de Six-Fours–Les-Plages). Les travaux des scientifiques portent globalement sur la biologie marine avec des compétences dans différents domaines tels que la préservation de la biodiversité et la restauration écologique, les suivis écologiques, l’aquaculture et la gestion des ressources vivantes, l’étude d’espèces protégées ou menacées, la microbiologie, la biologie moléculaire et la génétique. Différentes productions aquacoles sont réalisées au sein d’une écloserie polyvalente avec entre autres la maîtrise de la production d’oursins comestibles. Des collaborations et partenariats sont établis avec des organismes publics comme le Centre de recherche pour l’exploitation de la mer (IFREMER), le ministère de l’Écologie et du Développement durable, l’Agence de l’Eau Rhône-Méditerranée-Corse, les collectivités territoriales et différentes universités françaises ou étrangères. Les chercheurs reçoivent également le soutien d’entreprises privées telles que Pernod Ricard, Ricard, Veolia Eau, EDF et la Caisse d’épargne Côte d’Azur…
L’équipe de recherche a reçu un Grand Prix de l’Académie des Sciences en 1995, pour ses travaux sur la dégradation des hydrocarbures par des bactéries marines.

### Partager la connaissance, sensibiliser le grand public
L’Institut océanographique Paul-Ricard est également un acteur reconnu de la sensibilisation du public à la protection du milieu marin. Visites de l’Aquarium-Musée des Embiez, conférences, expositions, réalisations multimédia, campagnes d’information, actions éducatives concourent à informer jeunes et adultes sur les grands enjeux environnementaux.